# Kujō Tadaie
Kujō Tadaie (九条忠家, [[[1229]] - 1275] Erro: {{japonês}}: texto da transliteração contém caractere não latino (pos 19) (ajuda)), foi um nobre membro do Ramo Kujō  do Clã Fujiwara, que viveu em meados do período Kamakura da história do Japão.

## Vida e Carreira
Tadaie foi filho do Kanpaku Norizane, sua mãe foi Fujiwara Onko ( filha de Fujiwara Sadassue, membro de uma linhagem secundária do ramo Hokke). Foi criado por seu pai até que este faleceu muito jovem em 1235 depois disso passou a morar com seu avô Michiie.
Tadaie Ingressou na corte imperial em 1238. Em 1239 foi nomeado Chūnagon. Em 1240 foi promovido a Dainagon e em 1244 foi nomeado Naidaijin cargo que ocupou até 1247, quando foi promovido a Udaijin.
Não obstante, em 1252 depois da tentativa de rebelião organizada por um monge budista, acusou-se os membros do Ramo Kujō de participarem do movimento, que levou a deposição do shogun Kujō Yoritsugu, primo de Tadaie; e adicionalmente Tadaie foi destituído do cargo de Udaijin. Durante estes acontecimentos Michiie falece, deixando o Ramo Kujō numa situação desfavorável por duas décadas.
Só em 1273 que Tadaie recuperou um cargo administrativo, sendo nomeado Kanpaku do Imperador Kameyama até sua abdicação no ano seguinte. Neste ano foi nomeado líder do Clã Fujiwara. O regresso de Tadaie aos círculos da corte imperial se tornou mais efetivo após a morte do Imperador Aposentado Go-Saga em 1272, cujo filho, o Príncipe Munetaka se tornou shogun após a deposição de Yoritsugu.
Em 1274 foi nomeado Sesshō do jovem Imperador Go-Uda, mas renunciou seis meses depois, falecendo no ano seguinte.
Kujō Tadanori e Kujō Tadatsugu foram seus filhos.
| Precedido por Kujō Yoritsugu       | -- 7º Líder dos Kujō Fujiwara (1247 - 1275) | Sucedido por Kujō Tadanori        |
| Precedido por Takatsukasa Kanehira | Sesshō (1274 - 1274)                        | Sucedido por Ichijō Ietsune       |
| Precedido por Takatsukasa Mototada | Kanpaku (1273 - 1274)                       | Sucedido por Takatsukasa Kanehira |
| Precedido por Takatsukasa Kanehira | 101º Udaijin (1247 - 1252)                  | Sucedido por Nijō Michinaga       |
| Precedido por Takatsukasa Kanehira | 62º Naidaijin (1244 - 1247)                 | Sucedido por Tokudaiji Sanemoto   |